# トヨタ・ヤリスクロス
ヤリス クロス（YARiS CROSS）は、トヨタ自動車が生産・販売しているBセグメントに属する小型クロスオーバーSUVである。

## XP210型（2020年 - ）
2020年（令和2年）2月発売のヤリスに続き、GA-Bプラットフォーム採用車種の第二弾。
開発はデザイン、設計ともにトヨタ自動車のヨーロッパ拠点が手がけた。
後部座席が最小限でドライバーズカーとしての性格が強いヤリスに比べると、本車両は居住性や荷室空間といったSUVらしいユーティリティ性能を重視して開発されており、ボディーサイズをヤリスと比較すると、全長・全幅・全高がそれぞれ240 mm・20 mm・90 mmずつ拡大されている。これによってヤリスより広い室内スペースが確保されている。
パワートレインは1.5リッター直3エンジンに発進用ギア付きCVT (Direct Shift-CVT) の組み合わせ、またはそのエンジンをベースとしたTHSの2種類。
駆動方式はそれぞれに前輪駆動・四輪駆動の2種類がラインナップされる。なお、ヤリス同様、リアサスペンションは、前輪駆動モデルはトーションビーム式、四輪駆動モデルはリアデフを車体側にマウントしたダブルウィッシュボーン式となっている。
ガソリン仕様の四輪駆動システムは、通常は前輪駆動で、発進時や低摩擦係数路面で後輪に駆動を配分する『ダイナミックトルクコントロール4WD』に、マッド＆サンド、ノーマル、ロック＆ダートの3つの走行モードを選択できる『マルチテレインセレクト』を組み合わせている。ハイブリッド仕様の四駆も同様に、電気式4WDの『E-Four』（欧州名『AWD-i』）に、スノー、ノーマル、トレイルの3つのモードを選べる『TRAILモード』を同時採用している。またガソリン車、ハイブリッド車いずれも滑りやすい路面での降坂時に車速を一定に保つ『ダウンヒルアシストコントロール』を備えている。
第90回ジュネーブ国際モーターショーにて披露する予定であったが、COVID-19感染拡大防止のため開催中止となり、2020年（令和2年）4月23日、オンラインでの世界初公開となった。日本では同年8月31日に発売、欧州では2021年半ばの発売が予定されている。欧州向けとして開発されたモデルであるため 、
当初、日本への導入予定は無かったが、当時社長であった豊田章男の「なぜ発売しないの？」という一言がきっかけとなり日本市場導入に至ったという経緯がある。

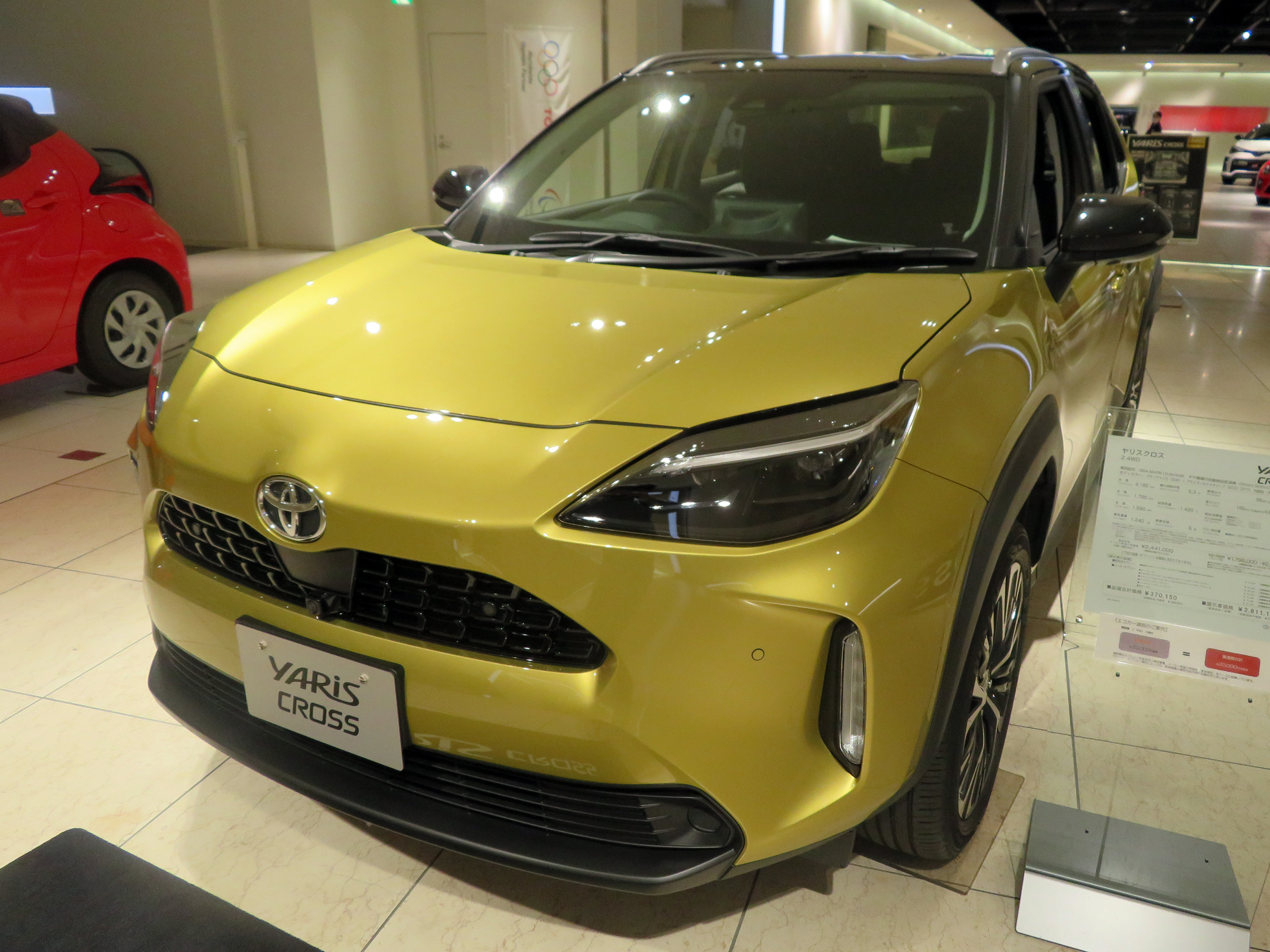
2020年9月販売型 Z 4WD フロント
2024年1月改良型 HYBRID GR SPORT フロント
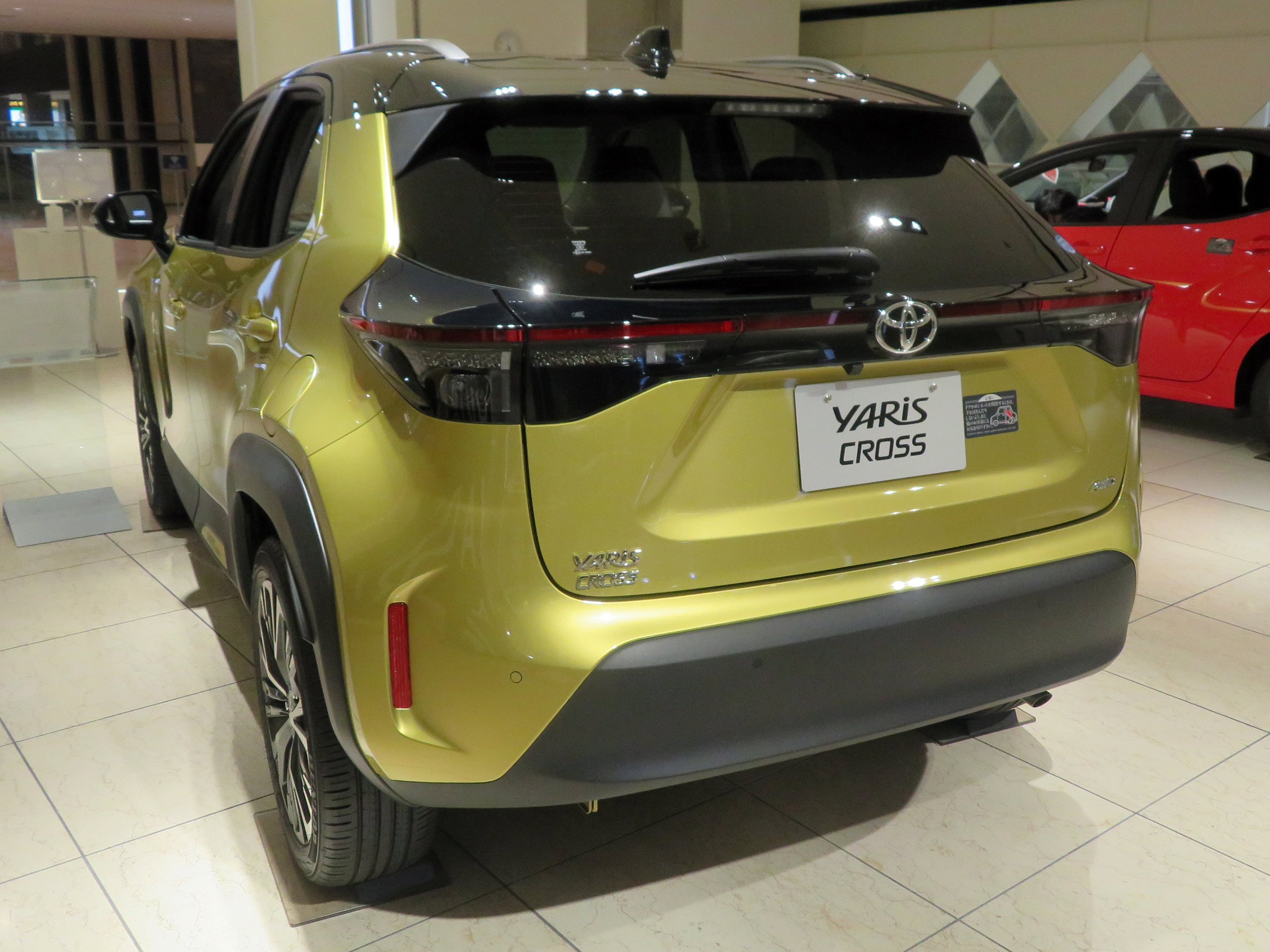
2020年9月販売型 Z 4WD リア
2024年1月改良型 HYBRID GR SPORT リア
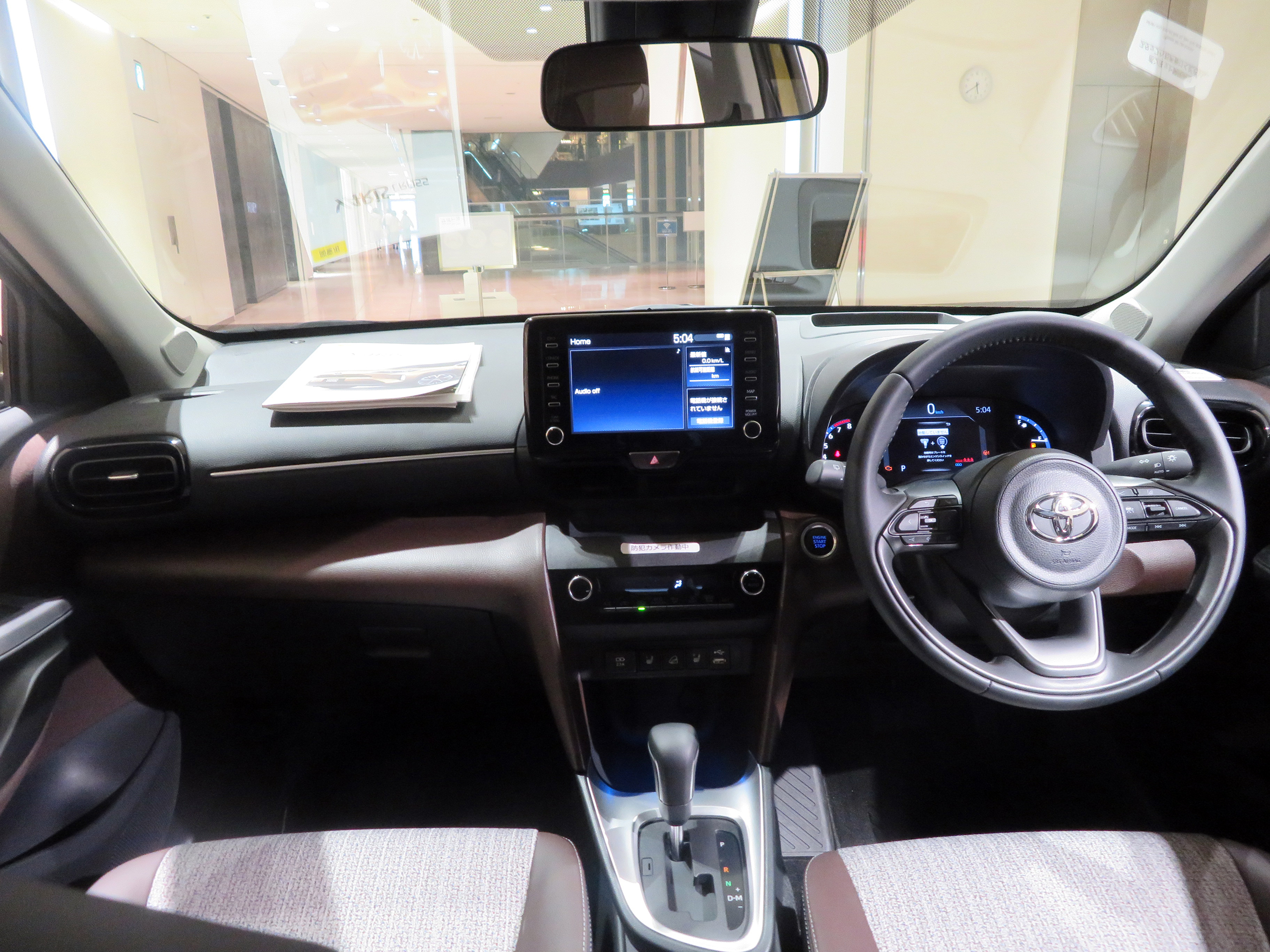
2020年9月販売型 Z 4WD インテリア
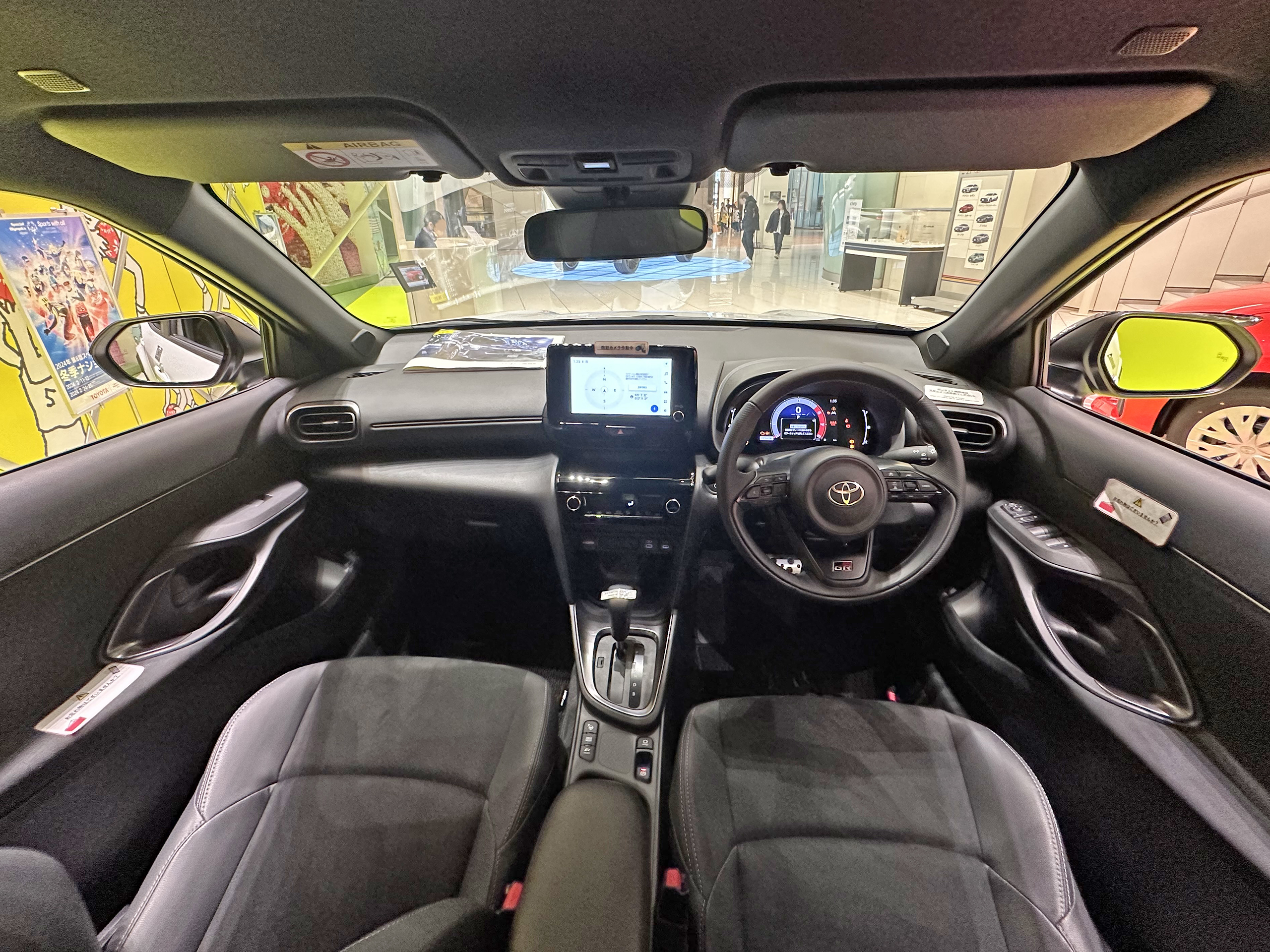
2024年1月改良型 HYBRID GR SPORT インテリア

### 年表
- 2020年（令和2年）
  - 4月23日 - 世界初公開[2]。
  - 8月12日 - 日本での発売を9月初旬とすることを発表[7]。
  - 8月31日 - 日本で公式発表・発売[8]。キャッチフレーズは「気になったら、全部やる。」で、CMソングはサカナクション「月の椀」。
    - 日本仕様ではガソリン車・ハイブリッド車がラインナップされ、ガソリン車は「X」・「G」・「Z」、ハイブリッド車は「HYBRID X」・「HYBRID G」・「HYBRID Z」の各3グレードずつで、ガソリン車の「X」には、装備内容を一部簡素化[注釈 3]した「Bパッケージ」も設定される。
- 2022年（令和4年）
  - 7月19日 - 一部改良を発表（8月8日発売）[9]。
    - 一部改良ではドライブレコーダー付自動防眩ミラーを全車にオプション設定し、「Z」・「HYBRID Z」の内装色にブラックを追加し、標準設定とした（ダークブラウンへの変更も可能）。
    - グレード体系ではガソリン車専用の「X"Bパッケージ"」を廃止する替わりに、「GR SPORT」と「Z"Adventure"」を追加した（いずれもハイブリッド車・ガソリン車両方に設定されており、ハイブリッド車は「HYBRID GR SPORT」と「HYBRID Z"Adventure"」となる）。「GR SPORT」は専用剛性アップパーツとしてフロア下とロアバックにブレースを追加し、車高を10 mm下げて住友ゴム工業製のスポーツタイヤ「FALKEN FK510 SUV」を装着。同時にブッシュ・コイルスプリング・ショックアブソーバー・電動パワーステアリングをよりスポーティな特性にチューニング。ハイブリッド車「HYBRID GR SPORT」はモーターの過渡特性が最適化され、ドライブシャフトのねじり剛性を向上した。外観はフロントのフォグランプベゼルやリアディフューザーを専用意匠とし、ラジエーターグリル（アッパー・ロア）やリアバンパーロアカバーをGRの"G"をモチーフとしたメッシュタイプへ意匠変更し、専用18インチアルミホイール（切削光輝/センターオーナメント付）やGR専用エンブレムを装着。内装ではシートをスポーティシートとし、シート表皮にはセーレンの「エアヌバック」と合成皮革を組み合わせたコンビシートを採用し、加飾には艶を抑えたダークメタリック塗装に統一した[10]。「X"Adventure"」はバンパー（フロント・リア）を専用品に変え、ルーフレール（シルバー）を追加。内装はコンビシートの合成皮革をサドルタンに、フロントドアインナーガーニッシュ&フロントコンソールをピアノブラック塗装にそれぞれ変更した。
- 2024年（令和6年）
  - 1月17日 - ヤリスと共に一部改良[11]。「GR SPORT」を除くグレードでアッパーグリルのデザインパターンが変更され、「X」を除くグレードではフロントアームレストをコンソールボックス付のソフトタイプに変更され、メーター部が7.0インチTFTカラーマルチインフォメーションディスプレイとなった。全車にディスプレイオーディオが採用（「X」はメーカーオプション、それ以外のグレードは標準装備）され、「X」は「ナビレディパッケージ」のメーカーオプションも設定された。「Toyota Safety Sense」はプリクラッシュセーフティの検出対象範囲を交差点での出会い頭時の車両や自動二輪車に拡大するなど最新化。「G」と「Z」は一部内装の加飾をガンメタリックに変更。ハイブリッド車はリア右下に装着されているハイブリッドシンボルマーク（HYBRID SYNERGY DRIVE）が5代目プリウスで採用された「HEV」エンブレムへ変更された。ボディカラーはマッシブグレー（「X」と「GR SPORT」を除くグレードにはブラックとの2トーンを含む）が設定される代わりにダークブルーマイカメタリックとプラスゴールドメタリックの2色（プラスゴールドメタリックはブラックとの2トーンを含む、「GR SPORT」はダークブルーマイカメタリックのみ）が廃止されたことでモノトーン7色・2トーン4色に整理された。また、サブスクリプションサービス「KINTO Unlimited」専用グレードとなる「U」が新設された。
  - 6月3日 - 国土交通省は、ヤリスクロスの「型式指定」を巡り不正行為が見つかったとして、安全性が基準に適合しているか確認できるまで出荷停止を指示した[12]。
  - 6月5日 - トヨタ自動車が、認証不正に伴い、ヤリスクロスを含む3車種の生産を同月6～28日の間、停止すると明らかにした[13]。その後生産停止期間が延長されたが9月2日から生産を再開[14]。
- 2025年（令和7年）
  - 2月27日 - ヤリスとともに一部改良され、特別仕様車「Z"URBANO（ウルバーノ）"」が発売された[15]。従来メーカーオプション設定だったETC2.0ユニット（VICS対応）を「G」・「Z」・「U」に、ドアミラーヒーターを「X」・「G」・「U」にそれぞれ標準装備化され、ディスプレイオーディオは従来メーカーオプション設定だった「X」にも標準装備化され、「Z」はFM多重VICSやTV（フルセグ）を備えたPlusへグレードアップされた。「Z"URBANO"」は「Z」をベースに、リアルーフスポイラー・アウトサイドドアハンドル・トヨタマーク（フロント&リア）・ドアミラーがブラックで統一され、18インチアルミホイールはグロスブラック塗装に変更。販売店装着オプション設定のLEDフロントフォグランプも特別装備された。ボディカラーはブラックマイカとの2トーンカラーのみとなり、マッシブグレーとプラチナホワイトパールマイカ（メーカーオプション）の2色が設定される。

## AC200型（2023年 - ）

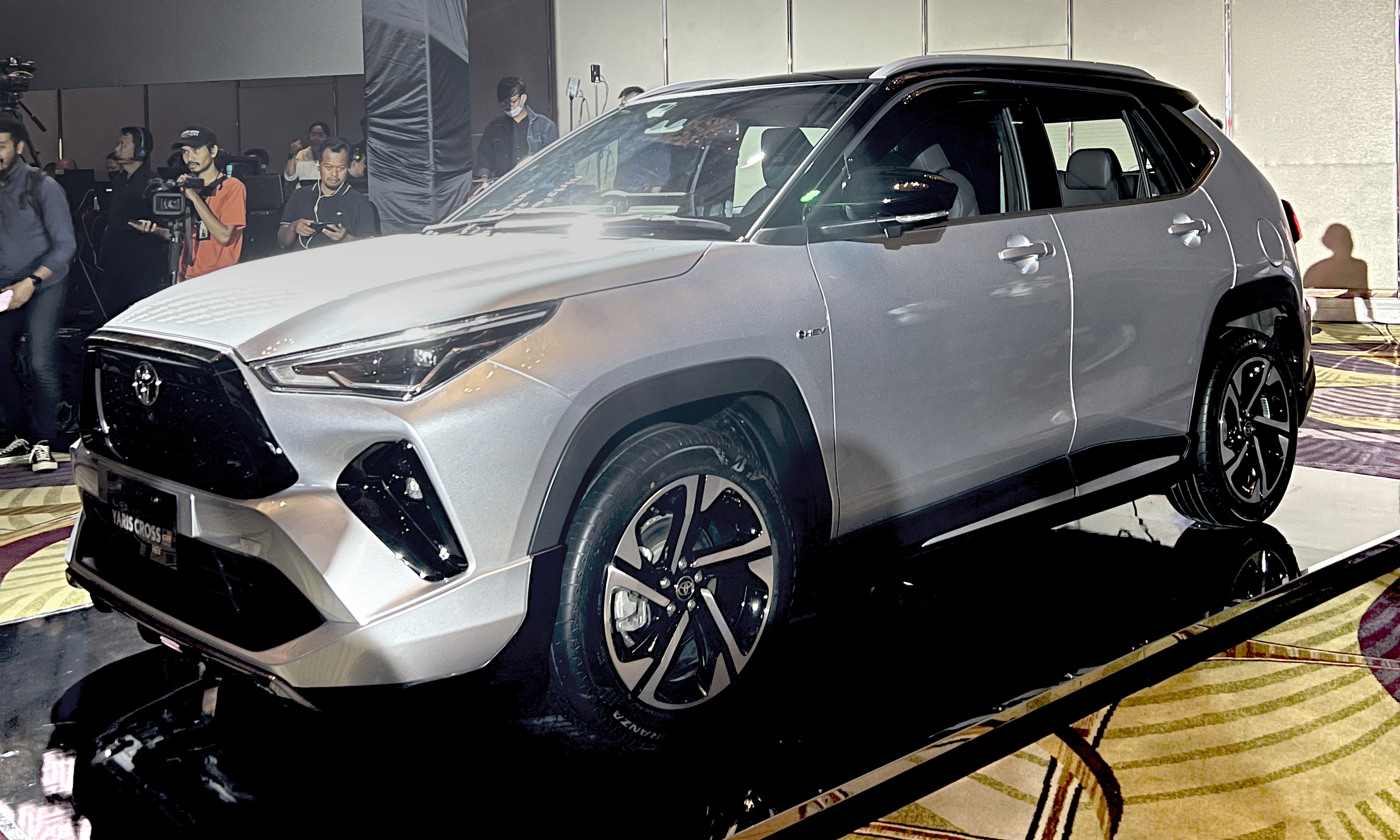
ヤリスクロス（インドネシア仕様）

2023年5月15日、インドネシアで公開。ダイハツのDNGA-Bプラットフォームが与えられた小型SUVで、同じ車名で日欧で展開される上記のXP210型とは全くの別物である。
全長4,310 mm、全幅1,770 mm、全長1,615 mm、ホイールベース2,620 mmとXP210型に比べてホイールベースが60 mm、全長が130 mm長く、1.5リッターデュアルVVT-i4気筒エンジンのガソリン車とハイブリッドが用意される 。先進安全機能もダイハツのスマートアシストが搭載されている。
なお、2023年8月に投入された中華民国（台湾）向けもこちらのタイプが採用される。

## その他
2019年11月、タイ市場でXP150型ヤリスの追加モデルとして『ヤリスクロス』が登場。独立した車種ではなく、SUV風の架装をしたパッケージオプションとなる。

## 車名の由来
「Yaris」は、ギリシャの神々の名前の語尾によく使われる「is」と、開放的でダイナミックな発音である「Ya」を組み合わせた造語である。
「Cross」は、クロスオーバー(Crossover)に由来する。
ヤリスの血を引く、クロスオーバーという意味である。